# L'ultima casa accogliente
| Recensione       | Giudizio |
| ---------------- | -------- |
| Impatto Sonoro   | Positivo |
| Noisy Road       |          |
| OndaRock         |          |
| Rockit           | Positivo |
| Rockol           |          |
| La scimmia pensa |          |

L'ultima casa accogliente è l'undicesimo album in studio del gruppo musicale italiano Zen Circus, pubblicato il 13 novembre 2020 da Polydor Records e Universal.

## Descrizione
Scritto prima degli eventi pandemici che hanno colpito l'Italia e con lo scopo di registrarlo a El Paso, a partire dal 21 marzo 2020, poi a causa del lockdown la band si è trovata costretta a registrarlo in sedi separate, con Andrea Appino e Ufo a Livorno e Karim Qqru a Bologna. L'ultima casa accogliente presenta come tema centrale il corpo inteso come prigionia espresso attraverso liriche intimiste e introspettive, frutto del lavoro di Andrea Appino fatto su sé stesso e sulla sua psiche. Il fulcro del disco, dunque, è l'accettazione di sé e la compassione per gli errori fatti in vita che formano l'individuo per poi rinascere in un mondo nuovo visto con una prospettiva diversa. L'album è stato anticipato dal singolo Appesi alla Luna pubblicato il 2 ottobre 2020, mentre il relativo video ufficiale viene rilasciato il 5 ottobre, seguito poi dalla pubblicazione del secondo singolo Catrame il 28 dello stesso mese.
Il 13 novembre in concomitanza con la pubblicazione dell'album viene rilasciato anche il video ufficiale di Come se provassi amore diretto da Trilathera.

## Tracce
Testi di Andrea Appino, musiche di Andrea Appino, Gian Paolo Cuccuru, Massimiliano Schiavelli.
1. Catrame – 3:42
2. Appesi alla Luna – 3:42
3. Come se provassi amore – 4:23
4. Non – 4:11
5. Bestia rara – 5:31
6. Ciao sono io – 3:30
7. Cattivo – 3:24
8. 2050 – 3:20
9. L'ultima casa accogliente – 6:39

## Formazione
- Andrea Appino – voce, chitarra, armonica
- Karim Qqru – batteria, cori
- Ufo (Massimiliano Schiavelli) – basso, cori
- Francesco Pellegrini – chitarra, cori
- Fabrizio Pagni – pianoforte, tastiere, cori

Altri musicisti
- Francesco Motta – chitarra elettrica (traccia 2), cori
- Andrea Pachetti – cori (traccia 2)
- Enrico Capalbo – mastering

## Classifiche
| Classifica (2020) | Posizione massima |
| ----------------- | ----------------- |
| Italia            | 7                 |